# Tim Haldeman (Musiker)
Tim Haldeman (* ca. 1981) ein US-amerikanischer Jazz-Saxophonist und Musikpädagoge.

## Leben und Wirken
Haldeman begann in den 1990er-Jahren Saxophon zu spielen, zog mit 18 Jahren nach Chicago und arbeitet seit 1997 in der dortigen Jazzszene, u. a. mit Formationen wie Mike Reed's People, Places and Things, Greg Wards 10 Tongues (Touch My Beloved’s Thought, 2016) und Matt Ulery's Loom, ferner mit Tim Daisy und Jason Roebke.  Er erwarb den Bachelor of Arts am Chicago College of the Performing Arts an der Roosevelt University und hatte Unterricht bei Bob Shepard, Jim Gailloretto, Mark Hynes und Ron Dewar.  Haldeman lebt gegenwärtig in Ann Arbor, Missouri, wo er mit einem eigenen Trio/Quartett auftritt, außerdem mit Dan Bennett. Im Bereich des Jazz war er zwischen 2006 und 2020 an 13 Aufnahmesessions beteiligt, u. a. mit Jason Ajemian/Noritaka Tanaka. Haldeman unterrichtet Holzblasinstrumente am Chelsea Center for the Arts in Chelsea (Michigan). Um 2020 entstand das Duoalbum Shitty Sons II, das Haldeman mit Frank Rosaly einspielte.